# 谷口あゆみ
谷口 あゆみ（たにぐち　あゆみ、1976年1月26日 - ）は、日本の元グラビアアイドル、女優である。イトーカンパニーに所属していた。

## 来歴・人物
東京都出身。当時（1995年）公表していたサイズは、身長150cm、体重38kg、B80cm、W58cm、H82cm。血液型はA型。
東京都立久留米高校卒。地元の駅でスカウトされたことがきっかけで芸能界入り。本人曰く、電車に乗った時にいきなりスカウトした人から名刺を渡されたとのこと。
趣味は料理・お菓子作り。特技は体が柔らかいこと、裁縫。

## 出演

### テレビ
- 今田東野ナイナイの芸能界ダメならぬがねば!!（1994年10月1日、フジテレビ）
- 上岡龍太郎がズバリ! 「'96 注目の超・美少女タレント50人」（1996年1月18日、TBS）
- おねだり姫（日時不明）
- ムキムキ!たまご
- スタジオパークからこんにちは
- 開運!なんでも鑑定団

### ドラマ
- 世にも奇妙な物語 '96冬の特別編「追っかけ」（1996年1月4日、フジテレビ）
- しんドラ マドンナコップ（1996年4月3日 - 4月24日、～日本テレビ）
- 対極の天 恋愛二都物語 （1996年、フジテレビ）
- エコエコアザラク 第6話「魔性の園 THE EVIL」（1997年3月1日、テレビ東京） - 神谷愛美 役
- デジドラ・ワンシーン 第6週・アミューズメントパーク編（1998年、テレビ東京）

（）

### 映画
- 地獄堂霊界通信（1996年）
- なぞの転校生（1998年） - 実咲 役
- SLANG 黄犬群（1999年） - クッキー 役

### ゲーム
- 街 〜運命の交差点〜（1998年） - 秋山薫 役

### 写真集
- Blue Crecent（1997年8月1日初版、ぶんか社）

### 雑誌
- すっぴん（英知出版）

1992年10月号
1992年11月号
1992年12月号
1993年2月号
- NOWON（英知出版）

1995年10号25日号
- すっぴん小姐（すっぴん11月号増刊）

1995年11月号
- SUPER小姐（すっぴん）（英知出版）

1996年1月号
- ベッピンスクール

1995年12月号
- 台風クラブ（東京三世社）

1993年2月号

### CF
- 日本コカ・コーラ コカコーラ・スプライトクールレモン[2]

### CM
- 政府広告　「大麻防止」グラフ広告
- 小田急電鉄「初詣ポスター」
- NTTコミュニケーションズ 「OCN」ブルート